# L'occhio dell'infinito
L'occhio dell'infinito (The Chronicler anche Siege of the Unseen o The Three Eyes of Evil) è un romanzo breve di fantascienza dello scrittore canadese, naturalizzato statunitense A. E. van Vogt, pubblicato per la prima volta in due puntate sui numeri di ottobre e novembre 1946 della rivista di fantascienza Astounding, con il titolo The Chronicler.

## Storia editoriale
La prima traduzione in italiano è stata pubblicata il 1º dicembre 1952 dalla Mondadori, nel volume n. 2 della rivista Urania.
Una traduzione di Gianni Aimach intitolata La città degli invisibili è stata pubblicata dalla Libra Editrice nel marzo 1974, nel volume omonimo della rivista Nova SF* (a. VIII n. 26).
Una traduzione di Tiziana Bordi intitolata L'assedio degli invisibili è stata pubblicata dalla Editrice Nord nel novembre 1979, come parte dell'antologia Destinazione Universo, nel volume n. 40 della collana Cosmo Serie Oro. Classici della Narrativa di Fantascienza.
Una traduzione intitolata La città dei vampiri è stata pubblicata dalla Fanucci Editore nell'aprile 1989, nell'omonimo volume n. 11 della collana Biblioteca di Fantascienza.
Una traduzione di Gianni Pilo e Sebastiano Fusco, pure intitolata La città dei Vampiri è stata pubblicata dalla Newton & Compton come parte dell'antologia Storie di vampiri, nel maggio 1994 nel volume n. 22 della collana Grandi Tascabili Economici: I Mammut e nell'aprile 2005 nel volume n. 2 della collana Il Giallo e il Nero.
Una traduzione di Gianni Pilo è stata pubblicata nel 1994, con il titolo L'occhio dell'infinito, dalla Compagnia del Fantastico.Gruppo Newton nel volume n. 32 della collana Il Fantastico Economico Classico.

## Trama
Il protagonista, Michael Slade, in seguito ad un incidente automobilistico scopre di avere un terzo occhio in mezzo alla fronte che era nascosto sotto la pelle e che, con uno specifico addestramento, gli permette di spostarsi in una realtà parallela i cui abitanti sono anch'essi dotati di tre occhi e dove viene coinvolto nel conflitto tra Leear e Geean, le due ultime Cinture d'Argento, per il dominio della città di Naze e del mondo intero.
La storia si sviluppa in una serie di colpi di scena che si susseguono a ritmo rapidissimo, nel tipico stile dell'autore, la trama è piuttosto inconsistente e non mancano le forzature.
Slade è dubbioso e cerca di sfuggire al destino programmato per lui da Leear, solo all'ultimo momento, convinto dall'intervento di un nith, decide di rischiare e eroe suo malgrado, salva la popolazione dalla schiavitù cui li aveva condannati Geean.

## Critica
Secondo Frederik Pohl «Questa rimarchevole storia contiene quello che, a parere di questo recensore, è il massimo assoluto in termini di ridicolaggine del "background scientifico", vale a dire un sistema di viaggio interdimensionale che viene realizzato attraverso l'uso del metodo Bates di allenamento oculare»;
l'autore, afflitto da una forte miopia, si sottopose per un lungo periodo a questi faticosi esercizi, ma alla fine tornò ad indossare gli occhiali.